# Reprezentacja Niemiec na Mistrzostwach Świata w Wioślarstwie 2009
Reprezentacja Niemiec na Mistrzostwach Świata w Wioślarstwie 2009 liczyła 74 sportowców. Najlepszymi wynikami były 1. miejsca w dwójce podwójnej mężczyzn, czwórce podwójnej wagi lekkiej kobiet, czwórce bez sternika wagi lekkiej mężczyzn i ósemce mężczyzn.

## Medale

### Złote medale
dwójka podwójna (M2x): Eric Knittel, Stephan Krüger
czwórka podwójna wagi lekkiej (LW4x): Lena Müller, Helke Nieschlag, Laura Tibitanzl, Julia Kröger
czwórka bez sternika wagi lekkiej (LM4-): Matthias Schömann-Finck, Jost Schömann-Finck, Jochen Kühner, Martin Kühner
ósemka (M8+): Urs Käufer, Gregor Hauffe, Florian Mennigen, Kristof Wilke, Richard Schmidt, Filip Adamski, Toni Seifert, Sebastian Schmidt, Martin Sauer

### Srebrne medale
czwórka podwójna wagi lekkiej (LM4x): Knud Lange, Lars Wichert, Felix Övermann, Michael Wieler

### Brązowe medale
dwójka ze sternikiem (M2+): Florian Eichner, Philipp Naruhn, Tim Berent
czwórka podwójna (M4x): Tim Grohmann, Karsten Brodowski, Marcel Hacker, Tim Bartels
czwórka podwójna (W4x): Annekatrin Thiele, Peggy Waleska, Stephanie Schiller, Christiane Huth

## Wyniki

### Konkurencje mężczyzn
- jedynka (M1x): Mathias Rocher – 5. miejsce
- jedynka wagi lekkiej (LM1x): Ingo Voigt – 18. miejsce
- dwójka bez sternika (M2-): Nils Menke, Felix Drahotta – 7. miejsce
- dwójka podwójna (M2x): Eric Knittel, Stephan Krüger – 1. miejsce
- dwójka podwójna wagi lekkiej (LM2x): Christian Hochbruck, Lars Hartig – 4. miejsce
- dwójka bez sternika wagi lekkiej (LM2-): Michael Reckzeh, Max Röger – 8. miejsce
- dwójka ze sternikiem (M2+): Florian Eichner, Philipp Naruhn, Tim Berent – 3. miejsce
- czwórka bez sternika (M4-): Hanno Wienhausen, Martin Rückbrodt, Thomas Protze, Falk Müller – 7. miejsce
- czwórka podwójna (M4x): Tim Grohmann, Karsten Brodowski, Marcel Hacker, Tim Bartels – 3. miejsce
- czwórka podwójna wagi lekkiej (LM4x): Knud Lange, Lars Wichert, Felix Övermann, Michael Wieler – 2. miejsce
- czwórka bez sternika wagi lekkiej (LM4-): Matthias Schömann-Finck, Jost Schömann-Finck, Jochen Kühner, Martin Kühner – 1. miejsce
- ósemka (M8+): Urs Käufer, Gregor Hauffe, Florian Mennigen, Kristof Wilke, Richard Schmidt, Filip Adamski, Toni Seifert, Sebastian Schmidt, Martin Sauer – 1. miejsce
- ósemka wagi lekkiej (LM8+): Ole Tietz, Olaf Beckmann, Lukas Oberhausen, Moritz Hafner, Stephan Ertmer, Stefan Wallat, Martin Eiermann, Jonas Schützeberg, Nils Hoffmann – 6. miejsce

### Konkurencje kobiet
- jedynka (W1x): Juliane Domscheit – 8. miejsce
- jedynka wagi lekkiej (LW1x): Daniela Reimer – 10. miejsce
- dwójka bez sternika (W2-): Kerstin Hartmann, Marlene Sinnig – 4. miejsce
- dwójka podwójna (W2x): Sophie Dunsing, Tina Manker – 8. miejsce
- dwójka podwójna wagi lekkiej (LW2x): Anja Noske, Marie-Louise Dräger – 8. miejsce
- czwórka bez sternika (W4-): Nadja Drygalla, Eva Paus, Franziska Kegebein, Silke Müller – 5. miejsce
- czwórka podwójna (W4x): Annekatrin Thiele, Peggy Waleska, Stephanie Schiller, Christiane Huth – 3. miejsce
- czwórka podwójna wagi lekkiej (LW4x): Lena Müller, Helke Nieschlag, Laura Tibitanzl, Julia Kröger – 1. miejsce
- ósemka (W8+): Christina Hennings, Anika Kniest, Kathrin Thiem, Katrin Reinert, Kerstin Naumann, Nadine Schmutzler, Nina Wengert, Ulrike Sennewald, Laura Schwensen – 4. miejsce